# 1656년
1656년은 토요일로 시작하는 윤년이다.

## 연호
- 남명(南明) 영력(永曆) 10년
- 청(淸) 순치(順治) 13년
- 일본(日本) 메이레키(明暦) 2년
- 후 레 왕조(後黎朝) 틴득(盛德) 4년
- 막 왕조(莫朝) 투언득(順德) 19년

## 기년
- 남명(南明) 소종 영력제(昭宗 永曆帝) 10년
- 류큐(琉球) 쇼시쓰왕(尚質王) 9년
- 청(淸) 세조 순치제(世祖 順治帝) 13년
- 조선(朝鮮) 효종(孝宗) 7년
- 후 레 왕조(後黎朝) 신종(神宗) 복위 8년

## 탄생
- 2월 10일 - 프랑스의 장군, 원수 마르생 백작 페르디낭. (~1706년)
- 6월 30일 - 이와누마 번의 2대 번주이자, 이치노세키 번(다무라 가문)의 초대 번주 다무라 다쓰아키. (~1708년)

## 사망
- 1월 26일 - 조선 후기의 왕족, 정치인 능원대군. (1598년~)
- 5월 1일 - 조선의 문신 김익희. (1610년~)
- 6월 5일 - 조선 중기의 문신, 유학자, 작가 김집. (1574년~)